# قاهره، میسوری
قاهره (به انگلیسی: Cairo) یک روستا (ایالات متحده آمریکا) در ایالات متحده آمریکا است که در شهرستان رندولف، میزوری واقع شده‌است. قاهره ۰٫۷۹ کیلومتر مربع مساحت و ۲۹۲ نفر جمعیت دارد و ۲۶۲ متر بالاتر از سطح دریا واقع شده‌است.